# Купково
Купково — деревня в Гдовском районе Псковской области России. Входит в Добручинской волости Гдовского района.
Расположена в 24 км к северо-востоку от Гдова и в 9 км к северо-востоку от волостного центра, деревни Добручи, на автодороге Гдов — Сланцы — Санкт-Петербург (Р60).

## Население
Численность населения деревни на 2000 год составляла 35 человек.